# Rupicapnos
Rupicapnos é um género botânico pertencente à família Fumariaceae.

## Espécies
- Rupicapnos africana Pomel
- Rupicapnos ambigua Pugsley
- Rupicapnos anomala Pugsley
- Rupicapnos argentea Pugsley

1. ↑  «Rupicapnos — World Flora Online». www.worldfloraonline.org. Consultado em 19 de agosto de 2020